# Erina Yamane
Erina Yamane (født 20. december 1990) er en japansk fodboldspiller. Hun har tidligere spillet for Japans kvindefodboldlandshold.

## Japans fodboldlandshold
| Japans landshold | Japans landshold | Japans landshold |
| År               | Kmp              | Mål              |
| ---------------- | ---------------- | ---------------- |
| 2010             | 1                | 0                |
| 2011             | 0                | 0                |
| 2012             | 0                | 0                |
| 2013             | 3                | 0                |
| 2014             | 9                | 0                |
| 2015             | 5                | 0                |
| 2016             | 3                | 0                |
| 2017             | 2                | 0                |
| Total            | 23               | 0                |